# جيروم تي. هارت
جيروم تي. هارت هو سياسي أمريكي، ولد في 23 يوليو 1932 في ساغيناو في الولايات المتحدة، وتوفي في 20 يناير 1995. نشط حزبياً في الحزب الديمقراطي. وقد انتخب عضو مجلس ولاية ميشيغان ‏.